# Montenegro Airlines
Montenegro Airlines (Монтене́гро Э́йрла́йнз, официальное название — Montenegro Airlines d.o.o.) — упразднённый в 2020 году национальный авиаперевозчик Черногории. В зависимости от времени года производил как регулярные, так и чартерные рейсы в города Европы. Все полёты авиакомпании являлись международными (два аэропорта страны — в Тивате и Подгорице — находятся на расстоянии 80 километров друг от друга). С 2021 года новым национальным перевозчиком стала компания Air Montenegro.

## История

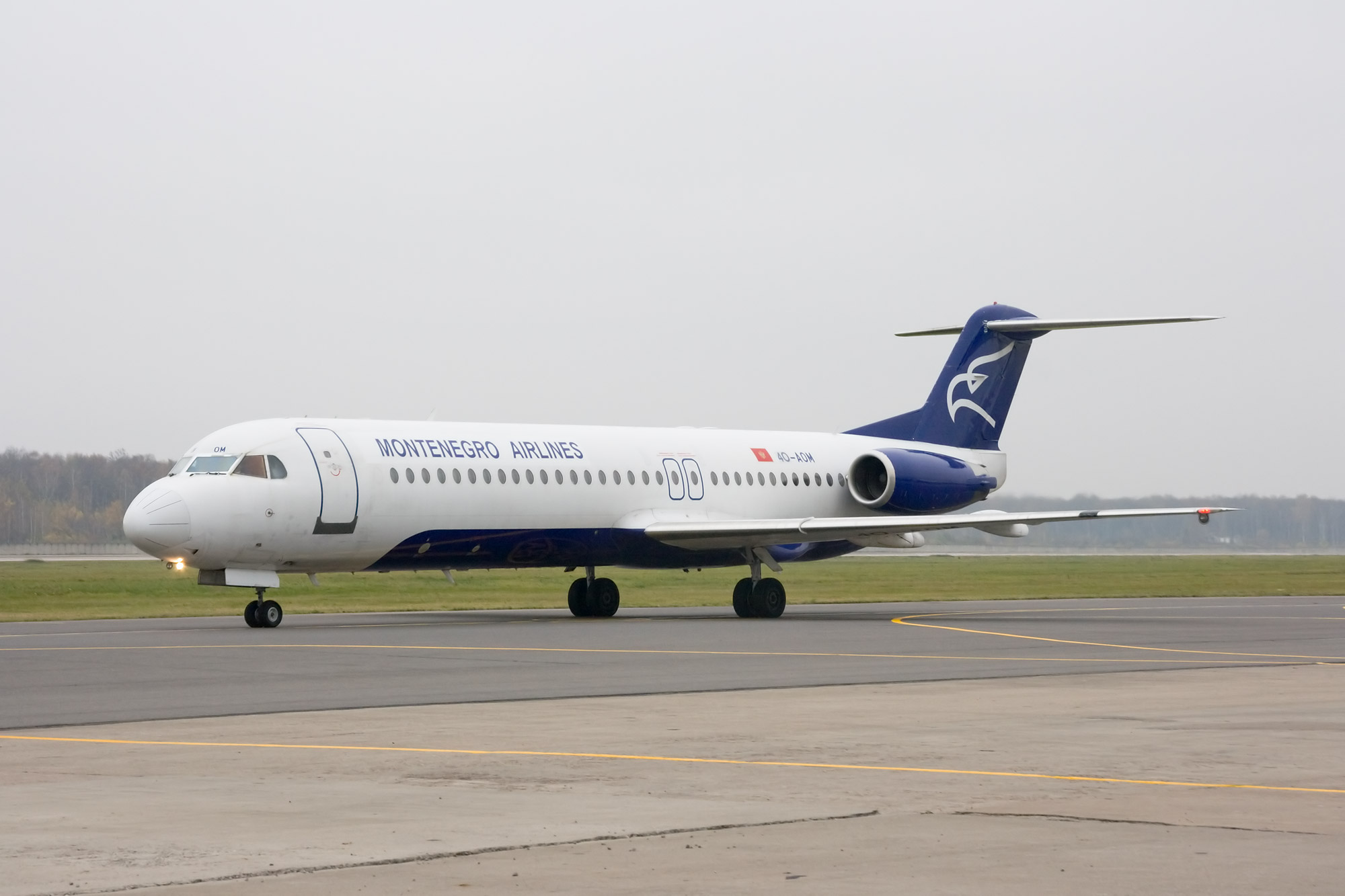
Фоккер 100 «Монтенегро Эйрлайнс» в аэропорту Домодедово

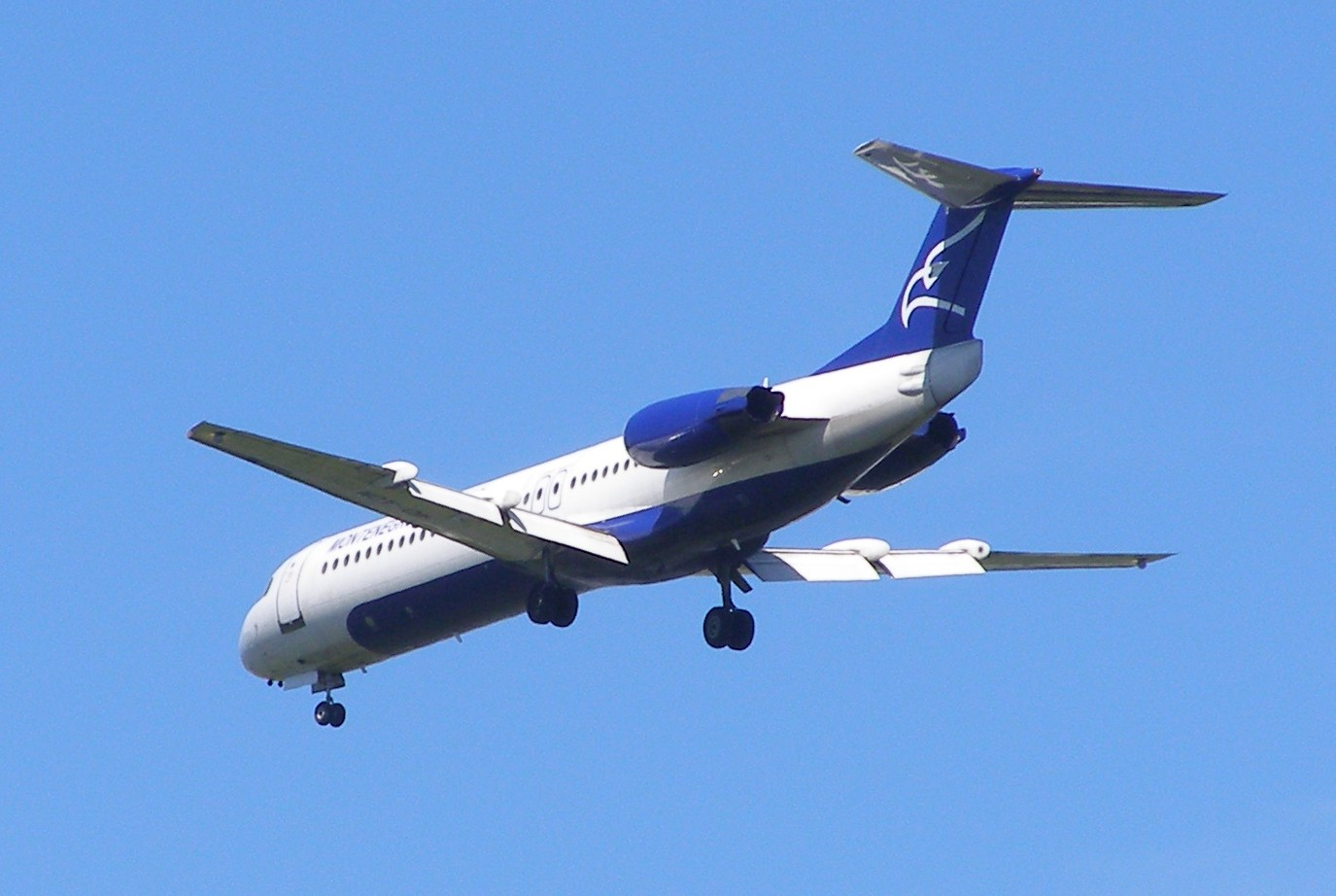
Фоккер 100, борт 4O-AOM

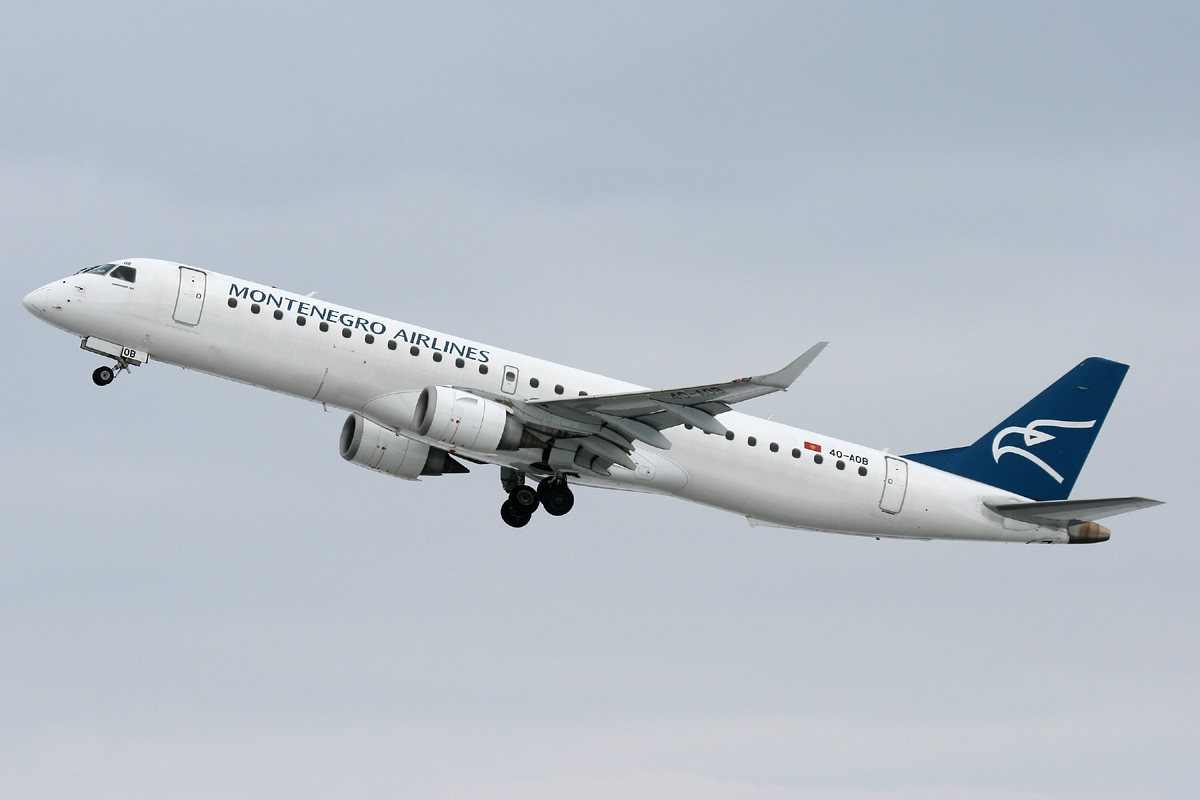
Montenegro Airlines Embraer 195

Авиакомпания была основана 23 октября 1994 года правительством Черногории (тогда являющейся частью Югославии), но первое воздушное судно Fokker F28 (получившее название «Lovćen») было приобретено только осенью 1996 года. Первый полет был выполнен 7 мая 1997 года в 22:30 между Подгорицей и итальянским городом Бари. Второй самолёт того же типа был заказан в июле 1998 года.
Временный запрет на полёты на пространстве Европейского союза был отменён 23 октября 1999 года. Открылись рейсы во Франкфурт, а в конце года — в Цюрих, Любляну, Скопье, Стамбул и Будапешт. В апреле 2000 Montenegro Airlines стала членом Международной ассоциации воздушного транспорта (ИАТА). В июне того же года в аэропорт Подгорицы был доставлен первый самолёт Fokker F100. Второй был приобретен в мае 2001 года, третий — в июне 2002. В 2004 году пилоты авиакомпании первые в регионе получили сертификаты IIIA.
После проведения референдума, результатом которого стало объявление независимости Черногории, Сербия стала для компании объектом международного сотрудничества. Авиакомпания была вынуждена прекратить полёты оттуда, теряя тем самым некоторые выгодные линии вроде Ниш—Цюрих ввиду протекционистской политики сербского правительства. Для того, чтобы обойти запреты, Монтенегро Эйрлайнс зарегистрировала в Сербии отдельную дочернюю компанию Master Airlines.
23 июля 2007 года авиакомпания заказала 2 самолёта Embraer 195, оплатой в кредит у GE Commercial Aviation Services, сроком на 8 лет. Первое судно прибыло в Подгорицу 5 июня 2008 года. Это положило начало рейсам в Лондон и Милан.
16 сентября 2008 года компания заявила о закупке ещё одного самолёта Embraer 195, который будет куплен за 31 млн долларов США, а не взят в аренду.
В дальнейшем была предпринята попытка приватизации Montenegro Airlines. Для начала было предложено 30 % компании, и наиболее вероятным партнёром являлся Европейский банк реконструкции и развития.
В 2020 году компания попала в глубокий финансовый кризис.
25 декабря 2020 года авиакомпания объявила о банкротстве и остановила всю операционную деятельность.

## Маршрутная сеть
- Австрия
  - Вена (Венский международный аэропорт)

- Армения
  - Ереван (Международный аэропорт Звартноц)

- Франция
  - Париж (Международный аэропорт имени Шарля де Голля)

- Германия
  - Франкфурт-на-Майне (Международный аэропорт Франкфурт-на-Майне)

- Венгрия
  - Будапешт (Международный аэропорт имени Ференца Листа)

- Италия
  - Милан (Милан-Мальпенса)
  - Рим (Международный аэропорт имени Леонардо да Винчи)

- Россия
  - Москва (Международный аэропорт Домодедово)
  - Санкт-Петербург (Международный аэропорт Пулково)
  - Калининград (Международный аэропорт Храброво)

- Сербия
  - Белград (Аэропорт Никола Тесла)
  - Ниш (Аэропорт Константин Великий)

- Словения
  - Любляна (Аэропорт Йожи Пучник)

- Швейцария
  - Цюрих (Аэропорт Клотен)

- Великобритания
  - Лондон (Гатвик)

- Северная Македония
  - Скопье (Скопье (аэропорт))

- Дания
  - Копенгаген

- Автономный край Косово и Метохия
  - Приштина (Аэропорт «Слатина»)

## Флот
По состоянию на апрель 2019 года воздушный флот авиакомпании составлял:
- 1 самолёт Boeing 737-300
- 2 самолётов Fokker 100
- 3 самолёта Embraer 195

## Происшествия
- 10 июля 2019 года во время рейса Тиват—Москва, при подлёте к пункту назначения случился сердечный приступ и потеря сознания у КВС самолёта Fokker 100. Произошла экстренная посадка в аэропорту Калуги. Пилот пришёл в себя. Никто из 85 пассажиров не пострадал[3].
- 7 января 2008 года, около 9:30 утра по самолёту Фоккер 100 авиакомпании, производящему посадку в аэропорту Подгорицы, был произведён выстрел из огнестрельного оружия. Пуля попала в хвост самолёта. Никто из 20 пассажиров и членов экипажа не пострадал. Причина осталась неизвестной. Однако отчёты свидетельствуют о том, что возможной причиной являлись выстрелы в воздух, производимые в честь празднования православного Рождества[4].
- 25 января 2005 года приблизительно в 23:00 произошло разрушение передних опор шасси судна Фоккер 100, производящего посадку в Подгорице при неблагоприятных погодных условиях. Разрушение произошло за 700 метров до остановки судна, через 1180 метров после касания полосы. Два пассажира, командир судна и второй пилот получили лёгкие ранения. Пассажиры предъявили авиакомпании иск, поскольку все другие авиалинии в тот вечер отменили полеты в связи с недостаточным решением проблемы обледенения полосы в аэропорту.